# Millstatt am See

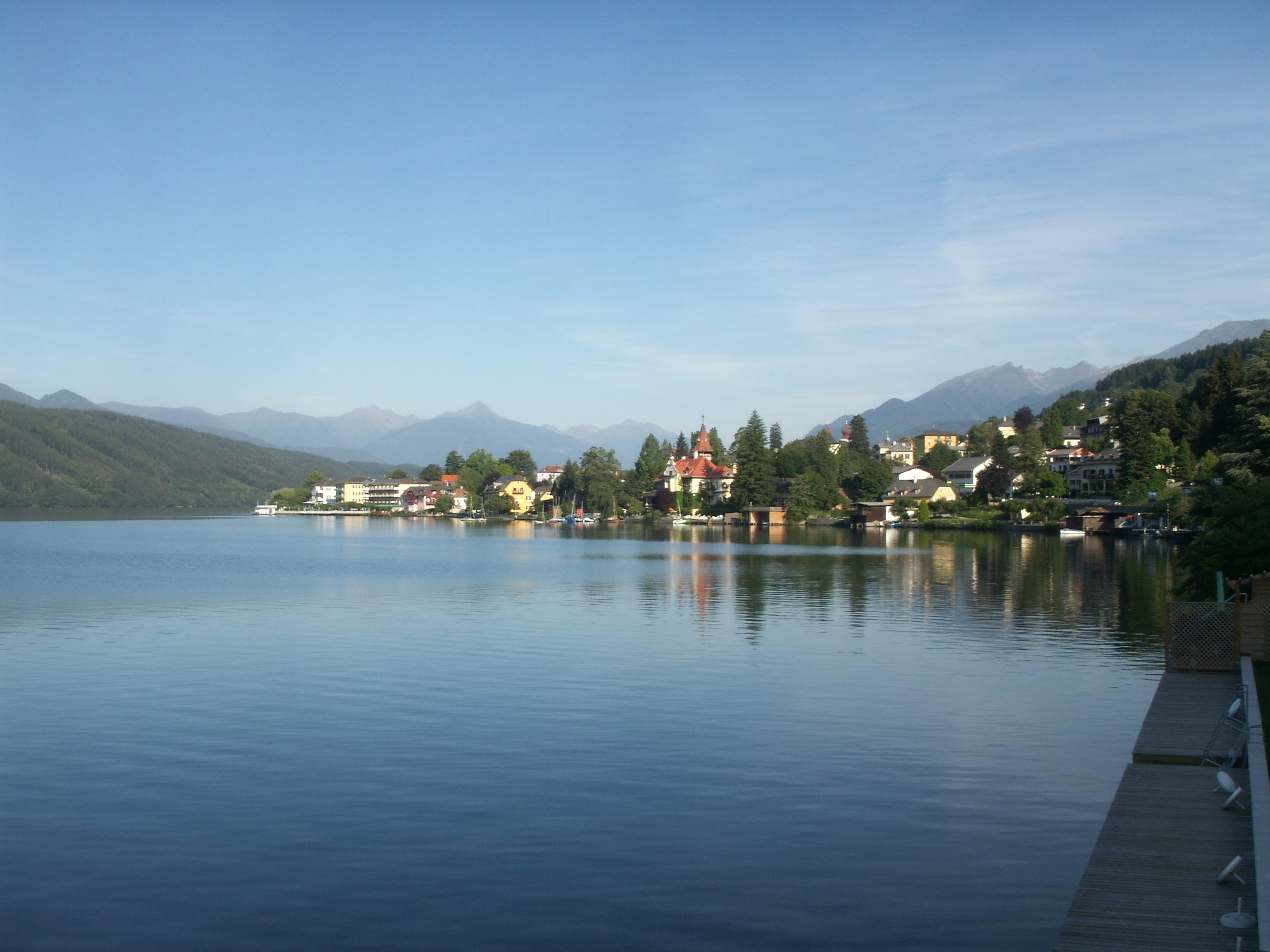
Millstatt vid Millstätter See

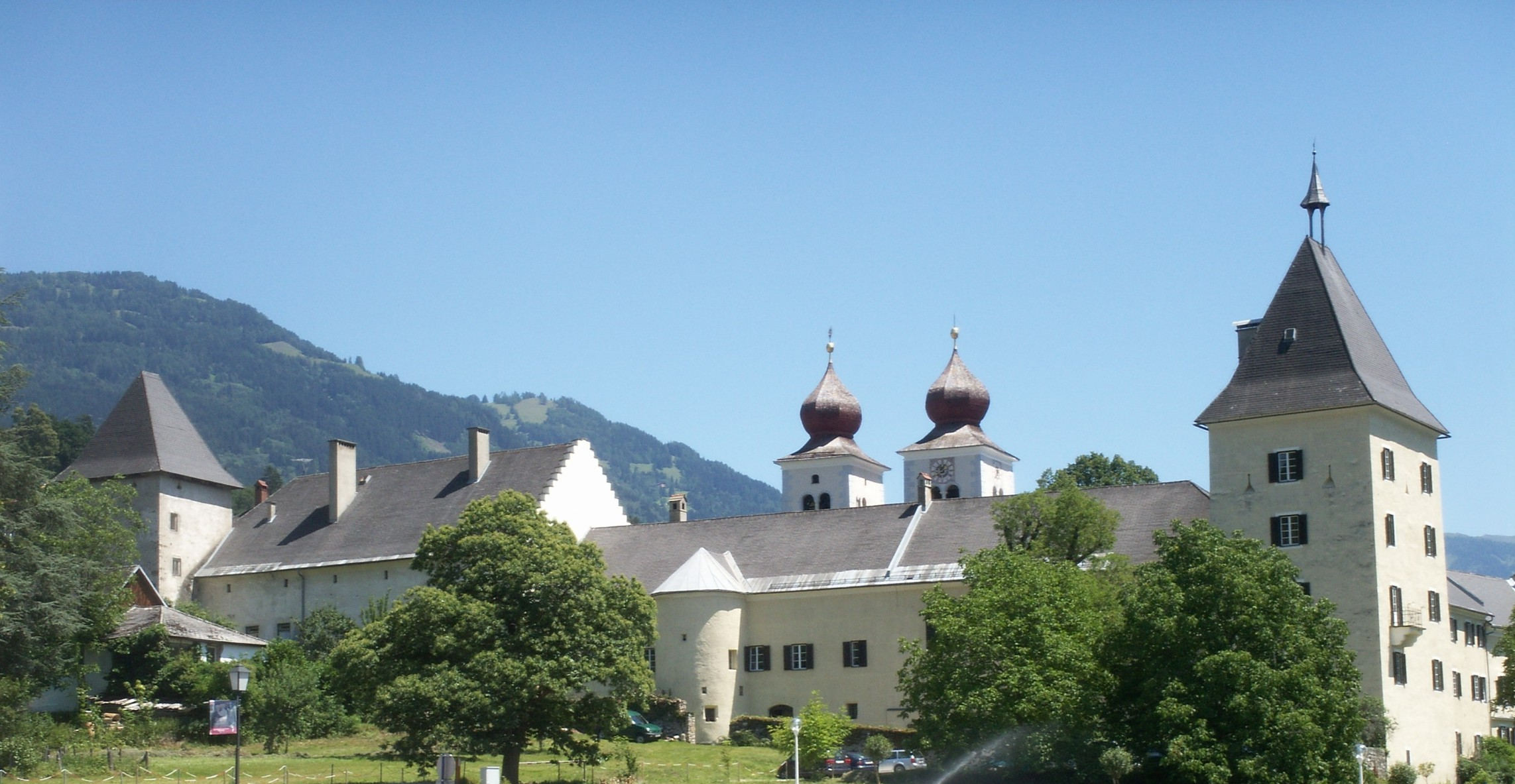
Klostret Millstatt

Millstatt am See (före juni 2012 Millstatt) är en ort och en kommun i det österrikiska förbundslandet Kärnten. Millstatt är belägen vid norra stranden av Millstätter See. 

## Historia
Orten omnämndes för första gången mellan 1065 och 1075 och utvecklades kring ett benediktinkloster som grundades kring 1070 av pfalzgreve Aribo II. Klostret som ägde ett stort område var avgörande för ortens utveckling. 
Mellan 1070 och 1469 var medlemmar av fyra adelsätter insatta som fogdar över klostret: grevarna av Görz, Ortenburg, Cilli och slutligen habsburgarna. De sistnämnda stängde klostret på grund av misshushållning år 1469 och överlämnade det sedan till den nygrundade Sankt Georgs riddarorden. Efter att riddarorden hade upplösts i mitten på 1500-talet överlämnades klostret till jesuiterna som skulle genomdriva motreformationen i regionen. Under jesuiternas styre fick Millstatt rättigheter att hålla veckomarknad och blev köping. 
När jesuitorden upphävdes 1773 drog staten in klostret och dess stora besittningar. För Millstatt innebar det inte några större förändringar. Efter freden i Schönnbrunn 1809 ingick Millstatt i den franska provinsen Illyrien, men efter Napoleon I:s fall 1814 kom orten tillbaka till Habsburg. 
1850 bildades kommunen Millstatt som vid sidan av Millstatt även omfattade flera byar runt Millstatt. Vid den här tiden började turismen ta fart. Det byggdes kallbadhus vid sjön och det gamla klostrets södra trakt byggdes om till hotell. Mellan 1879 och 1920 uppfördes ett flertal representativa sommarvillor av adelsmän och rika borgare. 1921 blev Millstatt kurort. 

## Orter
Kommunen består av 18 orter (Ortschaften) (inom parentes invånarantal 1 januari 2024):

- Dellach am Millstätter See (193)
- Grantsch (67)
- Großdombra (175)
- Görtschach (95)
- Gössering (51)
- Hohengaß (27)
- Kleindombra (104)
- Lammersdorf (179)
- Laubendorf (181)
- Lechnerschaft (56)
- Matzelsdorf (170)
- Millstatt am See (922)
- Obermillstatt (587)
- Pesenthein am Millstätter See (86)
- Sappl (260)
- Schwaigerschaft (144)
- Tschierweg (173)
- Öttern (12)

## Kultur och sevärdheter
- Det före detta klostret Millstatt med sin romanska kyrka och klostermuseet
- Kyrkan i Obermillstatt som omnämndes redan på 1000-talet, men fick sin nuvarande form vid en ombyggnad årg 1614
- Sommarvillorna från 1880- till 1910-talen som fortfarande präglar ortsbilden.
- ”Mille Statuae”, moderna skulpturer av österrikiska och internationella konstnärer på olika platser i orten som anknyter till legenden om Millstatts namngivning
- Domitiamonumentet i sjön.
- Hembygdsmuseet i Obermillstatts gamla folkskola.

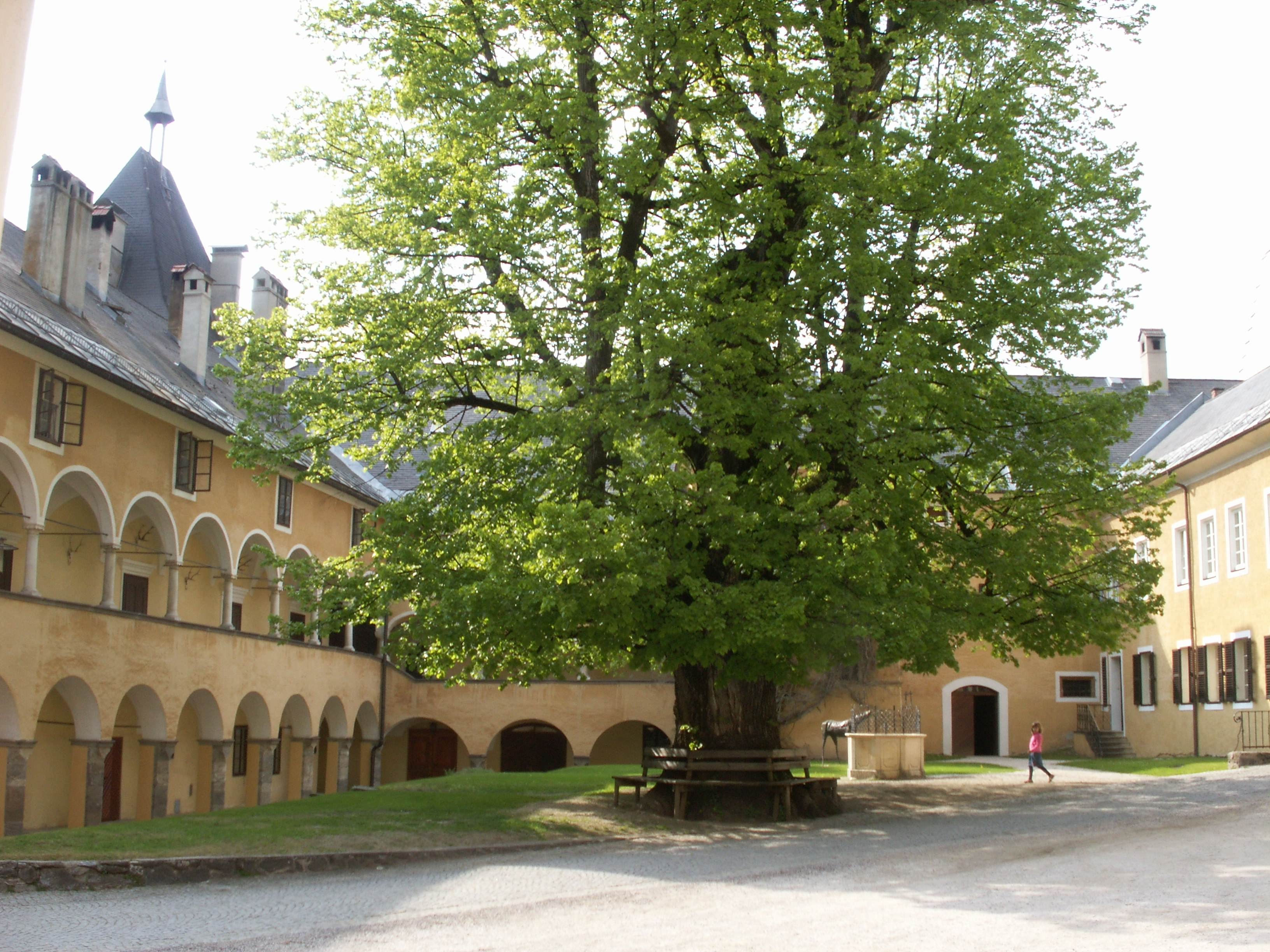
Klostrets innergård
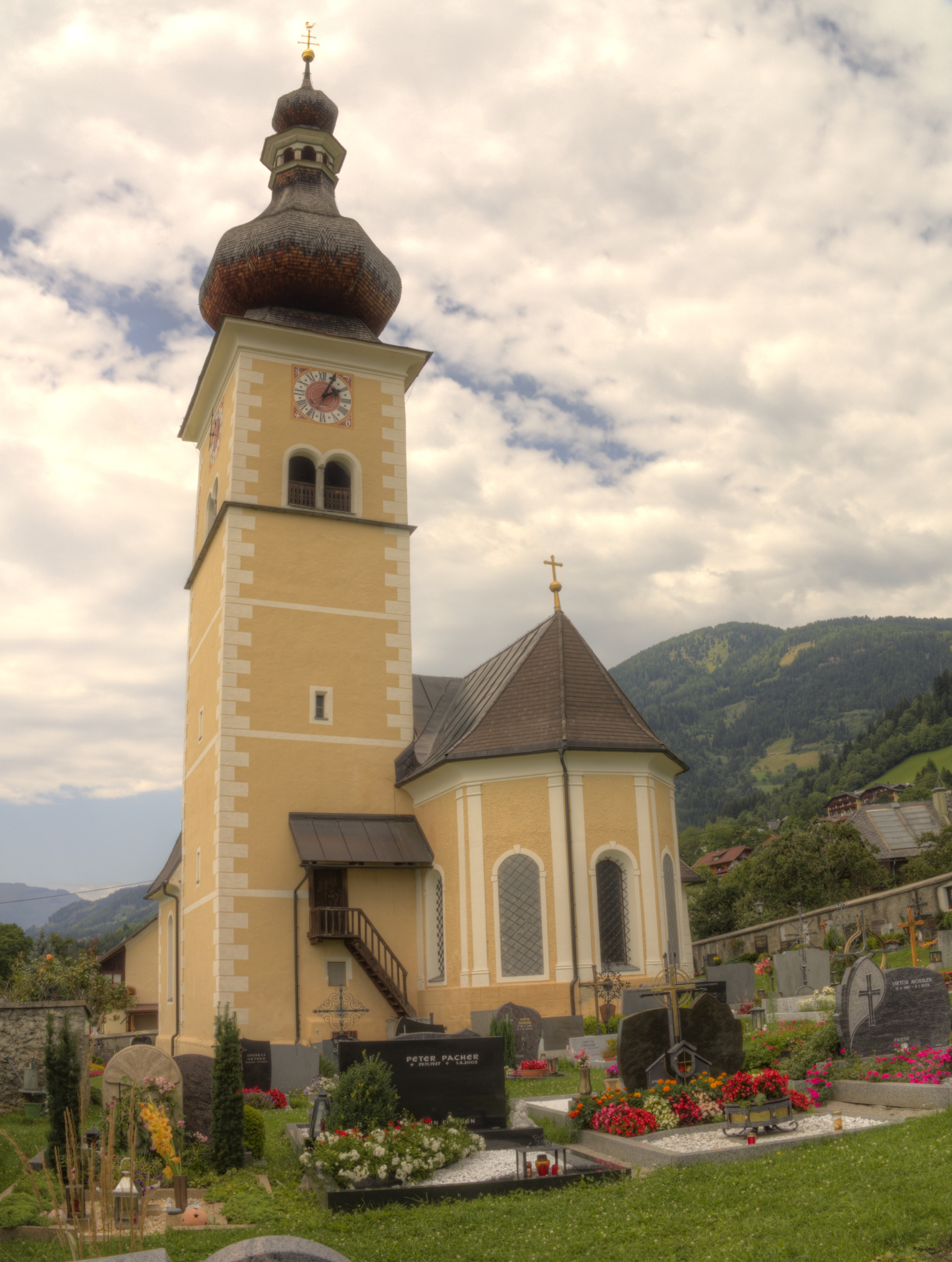
Kyrkan i Obermillstaatt
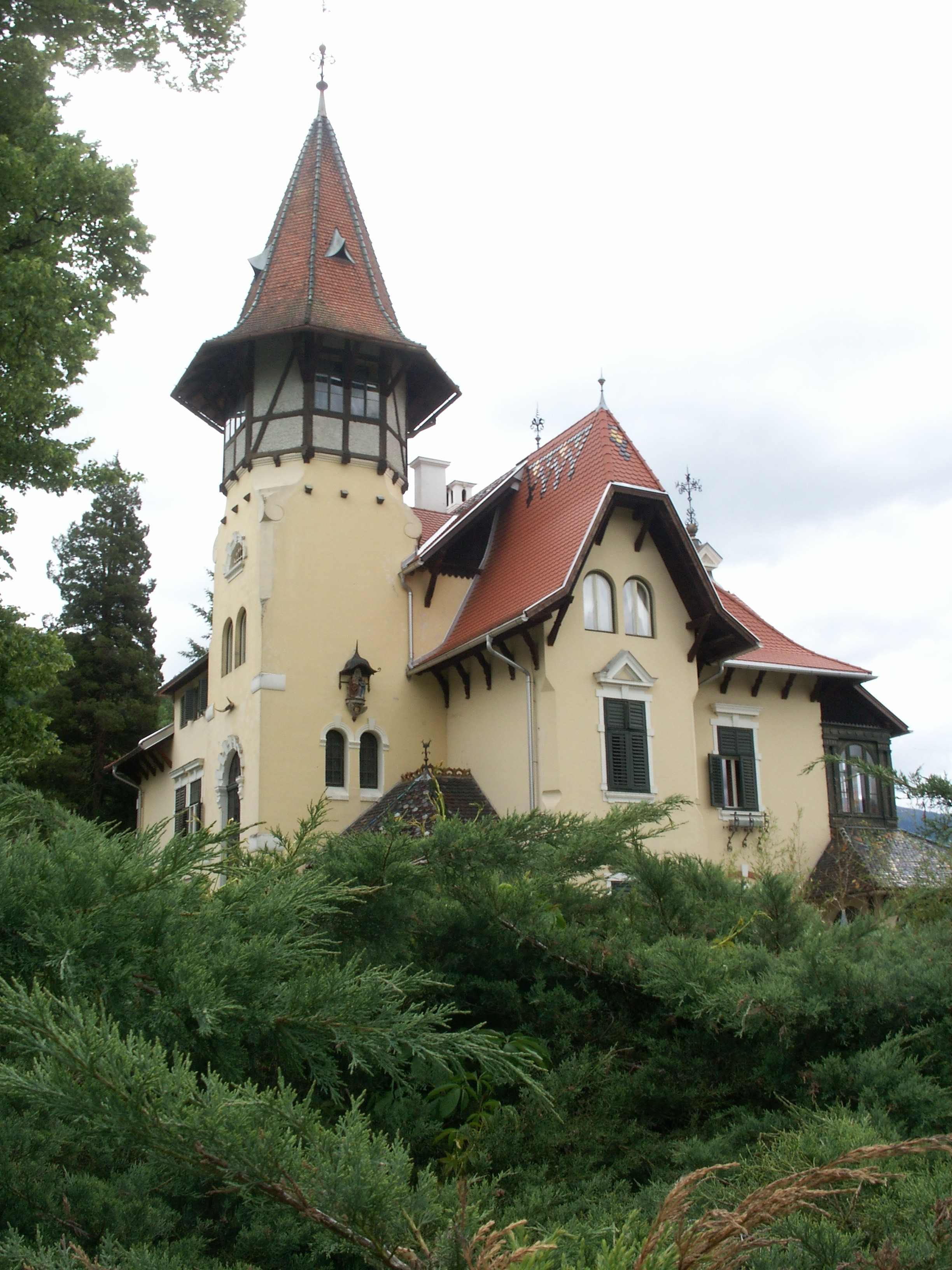
Villa Verdin
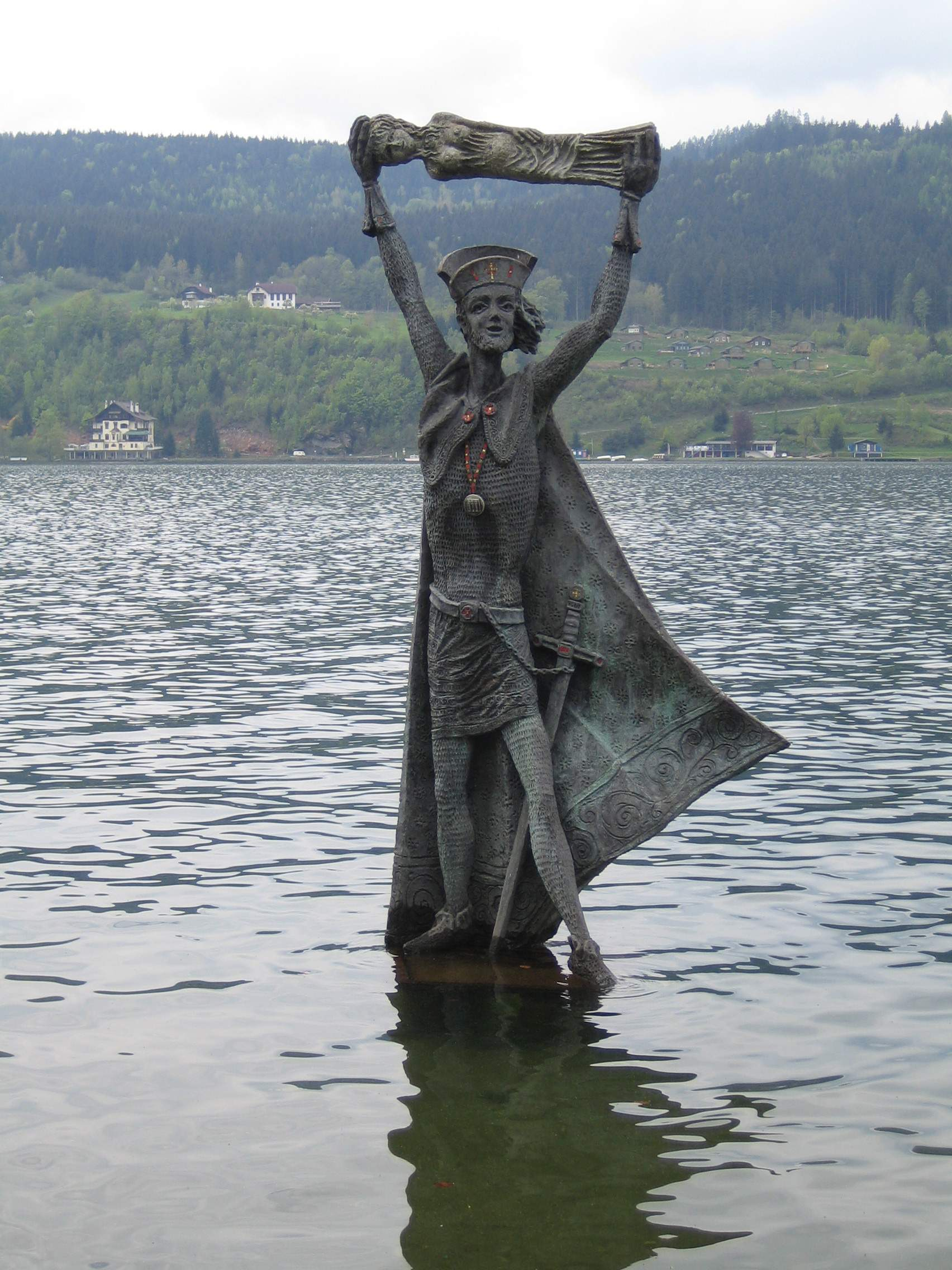
Domitianmonumentet

Årligen anordnas musikveckor (Musikwochen Millstatt), en festival för kör- och orkestermusik och kammarmusik.

## Vänorter
- Helgoland, Tyskland
- Wendlingen am Neckar, Tyskland
- San Daniele del Friuli, Italien

1. ↑  ”Gemeindeverzeichnis 2024” (på tyska) (.ods). Statistik Austria. https://www.statistik.at/fileadmin/pages/453/RegGemVz2024.ods. Läst 20 augusti 2024.
2. ↑  ”Bevölkerung zu Jahresbeginn nach administrativen Gebietseinheiten (Bundesländer, NUTS-Regionen, Bezirke, Gemeinden) seit 2002” (på tyska) (.ods). Statistik Austria. https://www.statistik.at/fileadmin/pages/405/Bev_Zeitreihe_Jahresbeginn_Gebietseinheiten_2024.ods. Läst 20 augusti 2024.
3. ↑  ”Bevölkerung am 01.01.2024 nach Ortschaften (Gebietsstand 01.01.2024)” (på tyska) (.ods). Statistik Austria. https://www.statistik.at/fileadmin/pages/405/Bev_Ortschaften_2024.ods. Läst 20 augusti 2024.